# Episodi di Cougar Town (terza stagione)
La terza stagione della serie televisiva Cougar Town è stata trasmessa in prima visione negli Stati Uniti d'America da ABC dal 14 febbraio 2012.
In Italia la stagione è stata trasmessa in prima visione satellitare da Fox Life dal 2 agosto al 20 settembre 2012. Dal 4 al 18 gennaio 2025 viene trasmessa in prima visione in chiaro su LA7d.
| nº | Titolo originale               | Titolo italiano                      | Prima TV USA     | Prima TV Italia   |
| -- | ------------------------------ | ------------------------------------ | ---------------- | ----------------- |
| 1  | Ain't Love Strange             | Non è strano l'amore?                | 14 febbraio 2012 | 2 agosto 2012     |
| 2  | A Mind with a Heart of Its Own | Una mente con un cuore tutto suo     | 21 febbraio 2012 | 2 agosto 2012     |
| 3  | Lover's Touch                  | Il tocco di chi ti ama               | 28 febbraio 2012 | 9 agosto 2012     |
| 4  | Full Moon Fever                | Il re del quartiere                  | 6 marzo 2012     | 9 agosto 2012     |
| 5  | A One Story Town               | Il re del bacio                      | 13 marzo 2012    | 16 agosto 2012    |
| 6  | Something Big                  | Qualcosa di grosso                   | 20 marzo 2012    | 16 agosto 2012    |
| 7  | You Can Still Change Your Mind | Si può ancora cambiare idea          | 10 aprile 2012   | 23 agosto 2012    |
| 8  | Ways to Be Wicked              | Niente vino per voi                  | 17 aprile 2012   | 23 agosto 2012    |
| 9  | Money Becomes King             | A proposito di soldi                 | 24 aprile 2012   | 30 agosto 2012    |
| 10 | Southern Accents               | Sindaco o non sindaco?               | 1º maggio 2012   | 30 agosto 2012    |
| 11 | Down South                     | L'uragano                            | 8 maggio 2012    | 6 settembre 2012  |
| 12 | Square One                     | Niente vino sul divano               | 15 maggio 2012   | 6 settembre 2012  |
| 13 | It'll All Work Out             | Il giorno del Fintaziamento          | 15 maggio 2012   | 13 settembre 2012 |
| 14 | My Life/Your World (Part 1)    | La mia vita, il tuo mondo (1ª parte) | 29 maggio 2012   | 13 settembre 2012 |
| 15 | My Life/Your World (Part 2)    | La mia vita, il tuo mondo (2ª parte) | 29 maggio 2012   | 20 settembre 2012 |

## Non è strano l'amore?
- Titolo originale: Ain't Love Strange
- Diretto da: Bill Lawrence
- Scritto da: Bill Lawrence

### Trama
Jules continua a vivere la sua storia d'amore: la donna si arrabbia molto quando Grayson le dice di essere prevedibile, di conseguenza cerca di fare tante cose inaspettate per dimostrare che il suo fidanzato ha torto. Quando la sua macchina viene riempita di carta igienica in forma di squalo e Grayson dà la colpa a un gruppo di teenager, Jules reagisce nella maniera più inaspettata, progettando una vendetta nottetempo con l'ausilio del vicino Tom. Ellie ed Andy sono sempre più preoccupati per Stan, che si è trasformato da un angelico bimbetto in una piccola peste: Laurie si diverte a punzecchiare la sua acerrima nemica, facendole notare alcune somiglianze fra lei e il figlio. Bobby, intanto, visita Travis nel suo nuovo appartamento al college, riuscendo nel tentativo di affidargli il cane. Nel finale, Jules, Tom e Laurie hanno ormai ultimato la vendetta, riducendo il giardino dei presunti teppisti a un trionfo di carta igienica, ma vengono colti sul fatto dalla polizia. In realtà il "poliziotto" è Grayson e la casa è una di quelle messe in vendita da Jules: l'uomo ha organizzato tutto lo scherzo per sorprendere la fidanzata e arrivare così a un momento cruciale. Grayson si inginocchia e chiede a Jules di sposarlo; la donna accetta, davanti agli occhi commossi della banda del cul de sac.

## Una mente con un cuore tutto suo
- Titolo originale: A Mind with a Heart of Its Own
- Diretto da: John Putch
- Scritto da: Chrissy Pietrosh e Jessica Goldstein

### Trama
Per Jules è arrivato il momento di scegliere la damigella d'onore: la donna sceglie Ellie, ma quando si rende conto che anche Laurie sarebbe felicissima di accompagnarla all'altare, decide di nominarle entrambe "co-damigelle". Laurie ne approfitta per delegare ad Ellie tutta l'organizzazione del matrimonio, mentre questa ne approfitta per tentare di svincolarsi seminando zizzania fra le due. Bobby, per dimostrare che è felice del matrimonio fra la ex moglie e uno dei suoi migliori amici, installa una teleferica fra le case di Jules e Grayson. La donna inizialmente prende in giro l'ex marito, ma quando il gioco si dimostra fondamentale per fermare Ellie lo ringrazia del gesto importante. Grayson e Travis vanno dal padre di Jules per chiedergli la mano della figlia: Chick decide di divertirsi un po', arrivando quasi a costringere il povero Grayson a sparare a un cavallo per dimostrare il suo amore.
- Guest star: Ken Jenkins (Chick)

## Il tocco di chi ti ama
- Titolo originale: Lover's Touch
- Diretto da: Michael McDonald
- Scritto da: Michael McDonald

### Trama
Jules passa tutto il tempo a organizzare il matrimonio, finendo così per lasciare da parte il fidanzato. Grayson si sente trascurato e si sfoga cercando un contatto fisico con gli amici che diventa presto eccessivo e molesto. Bobby ed Andy inventano un nuovo gioco, "Dominazione", che consiste nel colpire con una palla la testa della persona che si vuole "dominare": il tutto porta ad un pericoloso match fra uomini e donne. Nel frattempo, Travis ha un brutto incidente e finisce in ospedale con il cranio fratturato: a operarlo è proprio Tom, il vicino di Jules, che si scopre essere un neurochirurgo ed avere due figli. Il ragazzo, fortunatamente, esce presto dall'ospedale, ma è obbligato a tenere un casco per due mesi: inizialmente Travis si rifiuta, pensando che questo possa renderlo ridicolo, ma dopo che la palla di Bobby rischia di colpirlo proprio in testa, Jules supplica il figlio di seguire i consigli del medico e non aggiungerle una preoccupazione che la terrà sveglia di notte.

## Il re del quartiere
- Titolo originale: Full Moon Fever
- Diretto da: Courteney Cox
- Scritto da: Sanjay Shah

### Trama
Per un progetto universitario, Travis deve fotografare degli sconosciuti: il ragazzo decide di barare e di ritrarre Bobby. Le foto del "misterioso pescatore" sulla sua barca catturano l'attenzione della professoressa Angie LeClaire, che si innamora all'istante di Bobby. Anche l'uomo, dopo aver visto l'insegnante da lontano, ne rimane colpito: inizialmente Travis scongiura il padre di non uscire con una sua professoressa, ma viene ben presto persuaso da Jules e Grayson a lasciare che Bobby viva la sua vita, dato che è passato molto tempo dall'ultima volta che si è innamorato di qualcuno. A Travis non rimane che presentare Bobby e Angie. Laurie pubblica alcune sue foto di nudo su Twitter, ricevendo immediatamente l'attenzione di un misterioso soldato: Ellie e Grayson la prendono in giro per questa relazione virtuale, salvo poi ricredersi leggendo i dolci messaggi che i due si scambiano. Un gruppo di bikers crea scompiglio nel cul de sac: tra Jules e Andy si scatena ben presto una lotta, prima scherzosa poi più seria, per chi debba essere il "re del quartiere". Al povero Tom viene rubata la fontanella dal giardino: i colpevoli sono proprio gli amici del cul de sac, che vogliono realizzare una fontana di vino.
- Guest star: Sarah Chalke (Angie LeClaire)

## Il re del bacio
- Titolo originale: A One Story Town
- Diretto da: Bill Lawrence
- Scritto da: Kevin Biegel

### Trama
Bobby è sempre più interessato a Angie, la professoressa di fotografia di Travis, ma c'è un problema. L'uomo, nei rapporti con le donne, è inizialmente goffo e tende a dire cose inappropriate per l'agitazione: tutto si risolve dopo il primo bacio, ma bisogna arrivarci. Jules, cosciente della situazione, coinvolge tutta la banda del cul de sac per organizzare a Bobby l'appuntamento perfetto. A Gulfhaven, invasa da turisti del Quebec per via della sua festa del granchio, arrivano anche Ted Buckland e la sua band a cappella; Travis offre loro ospitalità a casa di Jules. Grayson si offende dopo che alla fidanzata sfugge che lui occupa solo il settimo posto nella sua personale classifica dei migliori baci, mentre Bobby è al primo, e cerca insistentemente di rimediare. Nel mentre, il piano di Jules sembra andare completamente a rotoli: mentre Bobby continua a fare figuracce, gli amici ne combinano una per colore e Angie finisce la serata con le cosce ustionate. La donna, risoluta a rendere felice Bobby, fa in modo che l'ex marito e la professoressa si ritrovino in piazza, con un sottofondo musicale garantito da Ted e i The Blanks. I due finalmente si baciano.
Nel finale, Ted è in salotto con Ellie ed Angie: il povero avvocato è convinto di stare impazzendo perché vede dovunque i suoi vecchi colleghi di lavoro. La sensazione è aggravata dalla presenza di Chick, di un fattorino delle pizze e di un giardiniere di nome Todd.
- Guest star: Sarah Chalke (Angie LeClaire), Sam Lloyd (Ted Buckland), Ken Jenkins (Chick), Zach Braff (fattorino), Robert Maschio (giardiniere), Christa Miller (Ellie).

## Qualcosa di grosso
- Titolo originale: Something Big
- Diretto da: Michael McDonald
- Scritto da: Gregg Mettler

### Trama
Jules, sempre più in ansia con l'avvicinarsi del matrimonio, convince Grayson ad andare da una terapista di coppia. La donna, infatti, non si sente sicura delle numerose relazioni, con partner anche molto più giovani, che l'uomo ha avuto dopo il suo divorzio. Proprio in questo momento, ricompare una vecchia fiamma di Grayson, sostenendo di essere rimasta incinta dopo una notte passata con lui e che l'uomo sarebbe il padre di una bimba di nome Tampa. Jules e Grayson prendono il fatto come uno scherzo, finché il test di paternità non conferma ogni cosa. L'uomo è proprio il padre di Tampa, e Jules sente il suo rapporto sempre più in crisi. A salvarla è l'amica Ellie, che le fa notare come anche lei abbia un figlio da un altro uomo, e che l'arrivo di Tampa esaudirebbe il desiderio di Grayson di avere figli. I due quindi si riappacificano e Tampa diventa a tutti gli effetti un nuovo membro della famiglia. Ellie viene continuamente disturbata da Bobby durante i suoi "momenti solitari" su una tavola da surf: l'uomo si mette in testa di insegnarle a fare surf, nonostante le proteste della donna che vuole solo qualche minuto per sé. Laurie cerca continuamente di attirare l'attenzione di Travis, flirtando con lui, ma si rende conto di non avere più sul ragazzo l'ascendente che aveva una volta. Tuttavia, anche se Travis, dopo la cotta per Laurie, è andato avanti con la propria vita, egli farebbe ancora di tutto per far sorridere l'amica, e si esibisce così nella danza di una confraternita del college.
- Guest star: Sarah Chalke (Angie LeClaire)

## Si può ancora cambiare idea
- Titolo originale: You Can Still Change Your Mind
- Diretto da: John Putch
- Scritto da: Blake McCormick

### Trama
Mentre Grayson si gode la paternità, giocando con la piccola Tampa e rendendo la casa di Jules a prova di bambino, il rapporto fra Bobby e Angie sembra andare a gonfie vele. La coppia esce a cena con Andy ed Ellie, e la serata va talmente bene che Bobby confida all'amico di volere finalmente una relazione seria. Le cose però non vanno come previsto: Bobby ed Andy scoprono Angie mentre bacia un altro uomo. Per la donna, infatti, la relazione con Bobby non deve avere carattere di esclusività: Angie non vuole rinunciare alla propria libertà. In un primo momento Bobby accetta la situazione e i due finiscono a letto insieme, ma poi l'uomo fa un passo indietro, chiedendo alla donna di fare una scelta. A malincuore, la coppia si lascia. Travis insiste per realizzare personalmente il servizio fotografico del matrimonio della madre: Jules temporeggia, spaventata dai macabri ritratti che il ragazzo fa, ma quando Angie le conferma che il ragazzo ha veramente talento, la donna passa a preoccuparsi per il futuro del figlio. Scegliere di diventare fotografo è una strada difficile, ma Travis conferma alla madre di essere deciso e pronto a correre il rischio di non trovare lavoro. Ellie e Laurie trovano la vecchia console Simon di Jules e finiscono per giocarci: Ellie vince facilmente ogni partita, ma quando si rende conto che Laurie è davvero umiliata, capisce di aver esagerato e le tira su il morale.
- Guest star: Sarah Chalke (Angie LeClaire)

## Niente vino per voi
- Titolo originale: Ways to Be Wicked
- Diretto da: Bruce Leddy
- Scritto da: Sam Laybourne

### Trama
Ellie riceve la visita della madre Betsy: le due hanno un pessimo rapporto, tanto che la figlia descrive Betsy agli amici come una sociopatica. Jules è sicura che l'amica esageri, ma dopo una breve chiacchierata si rende conto che la signora non riesce a dire nulla di carino sulla figlia. Comprendendo il dolore dell'amica, Jules la abbraccia e le promette che non insisterà più affinché Ellie mantenga i rapporti con la madre. Travis e i suoi coinquilini decidono di compiere un'impresa per cui saranno ricordati da tutto il college: con l'aiuto di Bobby e di Chick, i ragazzi riescono a rubare la statua di un puma nel parco dell'università, corrompendo una guardia e nascondendo il puma nel proprio appartamento. Dopo aver ricevuto da Laurie una bellissima torta a forma di coccinella per festeggiare la paternità, Grayson, rendendosi conto del potenziale dell'amica, cerca di convincerla a vendere torte e ad aprire un nuovo business: la ragazza tentenna, confidandogli di non avere altri sogni e che, se questo progetto andasse male, non le rimarrebbe altro in cui sperare. Grayson, tuttavia, insiste e sprona Laurie a provare questa nuova strada, convincendola a fare un tentativo.
- Guest star: Susan Blakely (Betsy), Ken Jenkins (Chick)

## A proposito di soldi
- Titolo originale: Money Becomes King
- Diretto da: Michael McDonald
- Scritto da: Ryan Koh

### Trama
Il matrimonio di Grayson e Jules si avvicina: i due cominciano ad avere le prime crisi, in particolare riguardo al denaro. Gli affari di Jules non vanno bene e Grayson si impegna a sostenerla economicamente; i due, però, avranno bisogno di vendere una delle due case. Non riuscendo a decidere, la coppia si affida al consiglio degli amici e al lancio di una moneta... Ellie è impegnata in una battaglia personale contro il piccolo Stan, sempre più ribelle, mentre Andy si fa beffe della poca cultura di Bobby convincendolo dell'esistenza di una borraccia in grado di creare acqua dal sole. Come risultato, l'uomo prova a marciare per un sentiero molto difficile senza nulla da bere e finisce in pronto soccorso, completamente disidratato. Il nuovo business di torte di Laurie va fin troppo bene, ma la ragazza non riesce a stare dietro contemporaneamente alla cucina e all'agenzia immobiliare di Jules. Di conseguenza, le due prendono una decisione quasi simultanea: Jules deve licenziare Laurie, non potendosi più permettere di pagarla, e Laurie dà le dimissioni, per dedicarsi completamente alla sua nuova strada. Le due amiche trovano una soluzione fondendo i negozi in un unico locale.

## Sindaco o non sindaco?
- Titolo originale: Southern Accents
- Diretto da: Bruce Leddy
- Scritto da: Kate Purdy

### Trama
Mentre è alle prese con Holly, l'invadente madre di Tampa che cerca a tutti i costi di fare amicizia con lei, Jules cerca di realizzare un suo vecchio sogno, quello di sposarsi sulla spiaggia. Il sindaco, Roger Frank, inizialmente rifiuta di concedere a Jules la necessaria autorizzazione, salvo poi ammettere di essersi sposato con Barb proprio sulla spiaggia di Gulfhaven. Jules è convinta che ci sia bisogno di un nuovo sindaco e, dopo una rapida rassegna delle sue conoscenze, la donna propone ad Andy di candidarsi. L'uomo è inizialmente indeciso, complice anche il fatto che Ellie, terrorizzata dai numerosi incontri pubblici che la potrebbero attendere, esprime categoricamente la sua disapprovazione. Nonostante ciò, la donna capisce che il marito vuole davvero quella posizione, pertanto fa un passo indietro e gli dichiara il suo sostegno. Travis e Holly hanno un breve flirt, dopo il quale il ragazzo si dichiara preso dalla donna, anche se è consapevole di stare approfittando della sua fragilità: ciò fa arrabbiare molto Jules, ma Holly viene comunque accolta "in famiglia", per il bene della figlia di Grayson. Dopo un'uscita infelice nel negozio di torte di Laurie, Bobby si rende conto di suonare razzista in alcune affermazioni; la ragazza quindi organizza un "convegno" di amici stranieri per aiutarlo.

## L'uragano
- Titolo originale: Down South
- Diretto da: John Putch
- Scritto da: Mary Fitzgerald

### Trama
Gulfhaven viene investita dall'uragano Mary, che spinge tutti a rifugiarsi in casa o nel bar di Grayson. Laurie soffre sempre di più la lontananza dal fidanzato Wade, soldato stazionato in Afghanistan conosciuto su Twitter: la donna vorrebbe qualcosa di più di una relazione virtuale e decide di chiudere la storia. Travis si precipita a consolarla e viene immediatamente travolto dagli antichi sentimenti per l'amica; con grande orrore di Jules, il ragazzo decide di provare a sedurre Laurie quella sera stessa, con la scusa di consolarla. La donna si consulta immediatamente con gli amici, ma decide di lasciare che le cose facciano il loro corso quando Bobby si dichiara più che mai favorevole a una relazione fra i due. Sfortunatamente, il povero Travis si trova in mezzo a Laurie e Wade, arrivando addirittura a "impersonare" il corpo del soldato. Laurie decide quindi di continuare la sua relazione a distanza, senza capire la situazione dell'amico. Grayson, aiutato da Ellie, si esercita sulle battute finali per la chiusura quotidiana del bar.

## Niente vino sul divano
- Titolo originale: Square One
- Diretto da: Courteney Cox
- Scritto da: Peter Saji

### Trama
L'uragano ha devastato la casa di Grayson, che si trasferisce da Jules per qualche giorno: la coppia ha così l'occasione di fare la prova del nove del loro fidanzamento attraverso un periodo di convivenza. Nonostante il tutto inizi con le migliori intenzioni, come Jules confida alla psicoterapeuta, le cose si incrinano presto: Grayson non sopporta le distrazioni di Jules, mentre la donna si offende a morte per un suo ritardo. Bobby affronta l'ex moglie e Jules rivela di essere terrorizzata da quanto le sta accadendo; potrebbe non reggere ad una seconda rottura. Bobby la consola e la sprona ad essere fiduciosa, in quanto lui e Grayson sono due persone molto diverse ed è sbagliato proiettare le vecchie storie sui nuovi rapporti. I due così si riconciliano. Ellie e Laurie iniziano una gara per capire chi delle due sia più sexy: una vecchia fiamma in comune rivela di trovare più sexy Ellie, ma il tutto viene rovinato da un commento di Andy, che fa notare come la moglie non sia più disinibita come una volta. Ellie quindi, su consiglio di Travis, si dedica completamente al marito per una sera. Bobby e Jules combattono nella "sfida della maglietta bianca", in cui il primo che si sporca ha perso.

## Il giorno del Fintaziamento
- Titolo originale: It'll All Work Out
- Diretto da: John Putch
- Scritto da: Melody Derloshon

### Trama
Non avendo avuto occasione di festeggiare l'anno precedente, Jules decide di celebrare in ritardo il giorno del Ringraziamento, istituendo così un vero e proprio pranzo di "Fintaziamento". Stan, ormai fuori controllo, combina sempre più pasticci nel vicinato: le cose precipitano quando Ellie chiede all'amica che il figlioletto possa fare da paggetto e portare le fedi al matrimonio. Jules, divisa fra il timore di rovinare tutto e la lealtà verso l'amica, finisce col rinfacciare a Ellie di essere una cattiva madre; la donna confida così all'amica di essere troppo indulgente con il figlio per la paura di rovinare i pochi momenti teneri dell'infanzia, essendo Stan già un terremoto. Andy deve affrontare la prima sfida pubblica con Roger Frank, l'altro candidato sindaco, ossia il lancio della pizza in un ristorante italiano: Grayson allena l'amico, spingendolo a curare la sua immagine, e l'uomo fa un'ottima figura. Travis viene assoldato dalla madre per scrivere le promesse nuziali per Grayson; a fare le spese del giorno del Fintaziamento è il bicchiere Big Carl, che va in mille pezzi. Dopo un funerale, Jules lo sostituisce con un erede altrettanto grande, Big Lou.

## La mia vita, il tuo mondo (1ª parte)
- Titolo originale: My Life/Your World (Part 1)
- Diretto da: John Putch
- Scritto da: Kevin Biegel

### Trama
La convivenza tra Jules e Grayson continua fra alti e bassi: l'uomo ha ufficialmente messo in vendita la propria casa, ma soffre particolarmente la mancanza di privacy di casa Cobb. Jules, infatti, invita continuamente gli amici e arriva al punto di lasciar loro le chiavi. Su consiglio di Lynn, la psicoterapeuta, Jules lascia a Grayson una stanza solo sua, dove gli altri non hanno il permesso di entrare, ma questo non serve: le continue intromissioni della ciurma del cul de sac portano l'uomo prima a rompere il muro con un pugno e poi a svelare a Laurie che, in origine, solo Ellie doveva essere la damigella d'onore al matrimonio di Jules. Anche gli altri non se la passano tanto meglio: Travis, durante una partita a Penny Can, fa notare a Bobby ed Andy come il gioco non sia più divertente ed abbia perso la sua attrattiva. I due uomini sono molto depressi e il ragazzo cerca in ogni modo di rimediare. Per "punire" Jules, Grayson, Laurie ed Ellie si mettono d'accordo per far rivivere all'amica in eterno la stessa situazione, ricalcando le scene di Ricomincio da capo (film che la donna non riesce a comprendere). Jules ammette così i suoi errori e Grayson le propone una fuga romantica a Napa Valley, dove il matrimonio verrà celebrato in anticipo e in gran segreto. Purtroppo, però, il concetto di "solo noi" per Jules è molto largo, e così tutta la compagnia del cul de sac si ritrova a Napa, pronta per la cerimonia.

## La mia vita, il tuo mondo (2ª parte)
- Titolo originale: My Life/Your World (Part 2)
- Diretto da: John Putch
- Scritto da: Bill Lawrence

### Trama
Riunita allegramente (ma con disappunto di Grayson) a Napa Valley, la compagnia del cul de sac non ha solamente il matrimonio di Jules da festeggiare: è anche il ventunesimo compleanno di Travis, momento che segna il suo ingresso ufficiale nel mondo del vino. Impegnati nei preparativi del matrimonio, Travis e Laurie si ritrovano come al solito a flirtare: proprio quando il ragazzo crede di avere ormai il campo libero, si presenta Wade, questa volta in carne e ossa, pronto per fare da cavaliere alla sua fidanzata. In preda allo sconforto, Travis beve un po' troppo vino: si presenta davanti alla compagnia ubriaco e completamente nudo, dichiarando ancora una volta il suo amore impossibile. Quando il ragazzo torna in sé, si sente morire dalla vergogna, ma Bobby lo conforta, rivelandogli che spesso un gesto inaspettato è ciò che serve per conquistare una donna. Ellie si sente attratta da Daniel, un bel concierge, e flirta pesantemente con lui sotto gli occhi impotenti di Andy. Dopo tanti affanni, Grayson e Jules decidono definitivamente di rimandare il matrimonio quando vengono a sapere che per la piccola Tampa sarà impossibile arrivare in tempo ed essere presente alla cerimonia: la celebrazione avverrà quindi, come inizialmente deciso, sulla spiaggia di Gulfhaven. Mentre due poliziotti cercano di fermare quanto sta accadendo, Chick celebra il matrimonio della figlia, uno Stan in costume da bagno porta le fedi e i due sposini fuggono a cavallo verso un nuovo inizio.
- Guest star: Ken Jenkins (Chick), David Arquette (Daniel)